# هانيبال بوريس
هانيبال بوريس (بالإنجليزية: Hannibal Buress)‏ مواليد 4 فبراير 1983 في أوستن، شيكاغو، إلينوي، الولايات المتحدة، هو ممثل ومنتج وكوميدي وكاتب سيناريو أمريكي بدأ مسيرته الفنية سنة 2009.

## الأعمال

### أفلام
- جيران (2014)
- منزل أبي (2015)
- جيران 2: صعود نادي الفتيات (2016)
- أنجري بيردز الفيلم (2016)
- الرجال اللطفاء (2016)
- الحياة السرية للحيوانات الأليفة (2016)
- الرجل العنكبوت: العودة للوطن (2017)
- تاغ (2018)
- الحياة السرية للحيوانات الأليفة 2 (2019)

### مسلسلات
| السنة | العمل                   | الدور   |
| ----- | ----------------------- | ------- |
| 2009  | ساترداي نايت لايف       |         |
| 2010  | لوي                     | هانيبال |
| 2010  | 30 روك                  |         |
| 2012  | برنامج ايريك اندريه     |         |
| 2013  | ذا ميندي بروجيكت        | ديريك   |
| 2013  | برنامج كرول             |         |
| 2013  | برغر بوب                |         |
| 2014  | مدينة واسعة             |         |
| 2015  | لماذا؟ مع هانيبال بوريس |         |
| 2016  | وقت المغامرة            |         |
| 2016  | سهل                     | جيسون   |
| 2017  | بوجاك هورسمان           |         |

### ألعاب فيديو
- جراند ثفت أوتو V (2013)

## وصلات خارجية
- هانيبال بوريس على موقع IMDb (الإنجليزية)
- هانيبال بوريس على موقع الموسوعة البريطانية (الإنجليزية)
- هانيبال بوريس على موقع روتن توميتوز (الإنجليزية)
- هانيبال بوريس على موقع ألو سيني (الفرنسية)
- هانيبال بوريس على موقع ميوزك برينز (الإنجليزية)
- هانيبال بوريس على موقع أول موفي (الإنجليزية)
- هانيبال بوريس على موقع أول ميوزيك (الإنجليزية)
- هانيبال بوريس على موقع ديسكوغز (الإنجليزية)
- هانيبال بوريس على موقع قاعدة بيانات الفيلم (الإنجليزية)
- هانيبال بوريس على موقع كينوبويسك (الروسية)
- الموقع الرسمي